# Mreža TV
Mreža TV je regionalna TV postaja u Hrvatskoj koja je nastala spajanjem dviju lokalnih tv stanica s područja Zagreba i Splita. Pod imenom Televizija Moslavina, kao mala gradska televizija za područje grada Kutine počela se emitirati 1996. god. da bi se kasnije preimenovala u Nezavisnu televiziju ili skraćeno samo kao NeT. Više od 50 % programa vlastite je produkcije, a ostalo čine serije i filmovi. Poznata je po svojoj nezavisnoj produkciji i emitiranju programa kojeg se druge televizijske postaje nisu usudile emitirati. Danas ima više od 80 zaposlenih ljudi raspoređenih u pet gradova (Zagreb, Bjelovar, Sisak, Kutina i Splitu), dok je u Zagrebu glavna produkcija programa.

## Pokrivenost
Mreža TV-Zagreb može se pratiti na cijelom području digitalne regije D4 (Zagrebačka županija, Krapinsko-zagorska županija, dio Sisačko-moslavačke županije i dio Karlovačke županije) na kojem živi oko milijun i pol gledatelja, a Mreža TV-Split dostupna je u čitavoj digitalnoj regiji D8 (Splitsko-dalmatinska županija i dio Dubrovačko-neretvanske županije).

## Galerija
- Zgrada u Jakuševcu gdje se nalazi Mreža TV.